# Black Sabbath (album)
Black Sabbath is het debuutalbum van de Britse heavymetalband Black Sabbath. 

## Invloed
Het is een van de eerste albums waaraan de ontwikkeling van het heavy metalgenre wordt toegeschreven. Het album wordt verder gezien als een pionier in de genres stoner rock, doom metal en goth. In 1989 plaatste het tijdschrift Kerrang! het album op nummer 31 van de "100 Greatest Heavy Metal Albums of All Time". Het album staat op de 243e plaats van de lijst The 500 Greatest Albums of All Time van Rolling Stone.

## Nummers
Alle nummers zijn toegeschreven aan Tony Iommi, Geezer Butler, Bill Ward en Ozzy Osbourne, behalve "Evil Woman" (Larry Weigand, Dick Weigand en David Wagner) en "Warning" (Dunbar/Dmochowski/Hickling/Moorshead).

### Europese versie
| Nr. | Titel                    | Duur  |
| --- | ------------------------ | ----- |
| 1.  | Black Sabbath            | 6:20  |
| 2.  | The Wizard               | 4:24  |
| 3.  | Behind the Wall of Sleep | 3:37  |
| 4.  | N.I.B.                   | 6:08  |
| 5.  | Evil Woman               | 3:25  |
| 6.  | Sleeping Village         | 3:46  |
| 7.  | Warning                  | 10:28 |

| Nr. | Titel        | Duur |
| --- | ------------ | ---- |
| 8.  | Wicked World | 4:47 |

### Noord-Amerikaanse versie
| Nr. | Titel                                           | Duur  |
| --- | ----------------------------------------------- | ----- |
| 1.  | Black Sabbath                                   | 6:20  |
| 2.  | The Wizard                                      | 4:22  |
| 3.  | Wasp/Behind the Wall of Sleep/Bassically/N.I.B. | 9:44  |
| 4.  | Wicked World                                    | 4:47  |
| 5.  | A Bit of Finger/Sleeping Village/Warning        | 14:15 |

| Nr. | Titel      | Duur |
| --- | ---------- | ---- |
| 6.  | Evil Woman | 3:25 |

## Medewerkers
Black Sabbath
- Ozzy Osbourne - zang
- Tony Iommi - gitaar, slidegitaar op "The Wizard"
- Geezer Butler -basgitaar
- Bill Ward - drums

Ander personeel
- Rodger Bain - productie
- Tom Allom - geluidstechniek
- Barry Sheffield - geluidstechniek
- Marcus Keef - grafische vormgeving, fotografie